# Nina Jeriček
Nina Jeriček, née le 10 avril 1984 à Celje, est une handballeuse slovène.

## Biographie
Elle a évolué au poste de demi-centre/arrière gauche au club du HBC Nîmes depuis la saison 2011 à 2016. Auparavant elle évoluait dans son pays dans le club du RK Celeia Zalec de 2004 à 2007 puis dans le club du RK Olimpija de 2007 à 2011. Elle y portait le numéro 99, dernier numéro autorisé en France.
Après le dépôt de bilan du HBC Nîmes au printemps 2016, elle retourne en Slovénie s'engage avec RK Krim pour la saison 2016-2017.

## Clubs[4]
- RK Celeia Zalec : 2004-2007
- RK Olimpija : 2007-2011
- HBC Nîmes : 2011-2016
- RK Krim : depuis 2016

## Palmarès
- championne de Slovénie en 2017 (avec RK Krim)
- finaliste de la coupe de France 2011 (avec HBC Nîmes)
- finaliste de la coupe de la Ligue 2013 (avec HBC Nîmes)
- finaliste de la coupe de France 2015 (avec HBC Nîmes)

### Distinctions individuelles
- joueuse LFH du mois en février 2013[5]
- meilleure arrière-gauche du championnat de France 2014[6]